# Stazione di Senkawa
La Stazione di Senkawa (千川駅?, Senkawa-eki) è una stazione della Metropolitana di Tokyo, si trova a Toshima. La stazione è servita da due linee della Tokyo Metro.

## Struttura
La stazione è dotata di due piattaforme a isola con quattro binari sotterranei serventi le 3 linee.
| 1 | Linea Yūrakuchō  | per Ikebukuro, Yūrakuchō e Shin-Kiba                                              |
| 2 | Linea Yūrakuchō  | per Wakōshi, Shinrinkōen e Hannō                                                  |
| 3 | Linea Fukutoshin | per Ikebukuro, Shinjuku-sanchōme, Shibuya e, via linea Tōkyū Tōyoko, per Yokohama |
| 4 | Linea Fukutoshin | per Wakōshi, Shinrinkōen e Hannō                                                  |

## Stazioni adiacenti
| «                | Servizio        | »               |
| Linea Yūrakuchō  | Linea Yūrakuchō | Linea Yūrakuchō |
| ---------------- | --------------- | --------------- |
| Kotake-Mukaihara | Locale          | Kanamechō       |
| Linea Fukutoshin |                 |                 |
| Kotake-Mukaihara | Locale          | Kanamechō       |